# Tytus Howard
Tytus Howard (Monroeville, 23 maggio 1996) è un giocatore di football americano statunitense che milita nel ruolo di offensive tackle per gli Houston Texans della National Football League (NFL).

## Carriera universitaria
Howard al college giocò a football con gli Alabama State Hornets dal 2014 al 2018 dove iniziò la carriera come tight end. Fu il primo giocatore nella storia dell'istituto ad essere scelto nel primo giro del draft.

## Carriera professionistica
Howard fu scelto nel corso del primo giro (23º assoluto) del Draft NFL 2019 dagli Houston Texans. Debuttò come professionista partendo come titolare nella gara del secondo turno vinta contro i Jacksonville Jaguars. La sua prima stagione si chiuse disputando 8 partite, tutte come titolare, venendo inserito nella formazione ideale dei rookie della Pro Football Writers Association.

## Palmarès
- PFWA All-Rookie Team - 2019